# Jorge Casalduero
Jorge Casalduero es un actor español.

## Biografía
Jorge Gimeno Robles nace en Madrid un 5 de marzo. Hijo de Jorge Gimeno Casalduero y Mª Ángeles Robles Rodríguez, es sobrino del reputado hispanista Joaquín Gimeno Casalduero y sobrino-nieto del crítico literario Joaquín Casalduero.
Recibe su formación de interpretación en la London Academy of Perfoming Arts, y se licencia en Arte Dramático y  Estudios Teatrales por la Royal Holloway Universitity of London.
También es Licenciado en Filología Inglesa y en Traducción e Interpretación por la Universidad de Alicante, además de Traductor e Intérprete Jurado.

## Películas
- 2000
  - Don Quixote (para televisión)
  - X-Men (voz para doblaje)
- 2001
  - Tiempos de azúcar
  - Sin vergüenza
  - El gran marciano
- 2002
  - Alas rotas
  - En la ciudad sin límites
- 2006
  - La hora fría

## Series
- 1997-1999
  - El súper: Historias de todos los días - Arturo
- 2000
  - El comisario
- 2001
  - Hospital Central
- 2003
  - El pantano - Dioni
- 2004
  - La sopa boba
  - El comisario
- 2006
  - Yo soy Bea - Sargento
- 2007
  - Amar en tiempos revueltos - Ignacio Ortiz
- 2010
  - Hispania, la leyenda - Luis
- 2011
  - La que se avecina - Cristian, (5x12)